# East Rail line
A linha East Rail (em chinês:  火車) é uma das dez linhas de trânsito rápido do sistema Mass Transit Railway (MTR) em Hong Kong. Costumava ser uma das três linhas da rede Kowloon – Canton Railway (KCR). Era conhecida como Seção Britânica do KCR (九廣鐵路英段) de 1910 a 1996, e o KCR East Rail (九廣東鐵) de 1996 a 2007. A East Rail foi a única linha ferroviária da Kowloon-Canton Railway Corporation (KCRC) após o fim da Sha Tau Kok Railway e antes da construção da KCR West Rail (mais tarde renomeada West Rail line, agora conhecida como Tuen Ma line).
A linha ferroviária começa na estação Hung Hom em Kowloon e se ramifica no norte em Sheung Shui para terminar nas estações Lo Wu ou Lok Ma Chau. Ambos são pontos de passagem de fronteira para Shenzhen. Todas as estações estão em nível ou elevadas antes da abertura da seção transversal do porto do projeto Shatin para Central Link, que estenderá a linha subterrânea para o sul. A distancia entre as estações de Hung Hom e Lo Wu é 34 km (21 mi). A distância total da linha (incluindo a linha Lok Ma Chau Spur) é de aproximadamente 41 km (25 mi), tornando-se a segunda linha mais longa em distância total dentro da rede do sistema, atrás da linha Tuen Ma. A pintura da linha é azul claro.